# Святой Леонард
Святой Леонард Ноблакский (фр. Léonard de Noblac) — один из самых почитаемых святых позднего средневековья. Жил в VI веке, по некоторым сведениям, умер в 559 году. Покровитель крестоносцев, заключённых и каторжников. Почитался во всем западном христианском мире. Призывался в помощь пленными во время войны и роженицами. В католических странах День святого Леонарда отмечается ежегодно 6 ноября.
Его заступничеству приписывают чудеса освобождения заключенных, рожениц и болезней скота.

## История
Согласно легенде, родился во Франции в семье придворного короля Франции Хлодвига. Был обращён в христианство вместе с королем Хлодвигом на Рождество 496 года святым Ремигием, епископом Реймса. 
Леонарду предложили стать епископом, но он отказался, стал монахом в монастыре под Орлеаном, а затем отшельником в лесу под Лиможем. Согласно легенде, однажды король с женой, королевой Клотильдой, бывшей уже на сносях, отправились на охоту в этот самый лес. Во время охоты королева неожиданно почувствовала родовые схватки, и Леонард пришел к ней на помощь с молитвой. Королеве пришлось рожать ребёнка в келье Леонарда. Роды были трудные, отшельник молился, ребенок появился на свет благополучно, и в благодарность король подарил Леонарду столько земли, сколько он смог объехать за ночь на осле. На этой земле он основал монастырь Ноблат, впоследствии названный Сен-Леонар-де-Ноблат. Леонард посвятил себя служению заключённым — ему было дозволено освободить тех из них, чьим духовным отцом он являлся. За многих из них он ходатайствовал у короля и сам платил за них выкуп.
С XI века в центральной и северо-западной Европе почитание Леонарда расцвело быстро и широко (особенно почитали французского святого в Баварии), храм в Ноблате стал центром паломничества, куда шли помолиться роженицы. В 1103 году крестоносец Боэмунд, герцог Антиохийский, попал в плен к мусульманам и после освобождения отправился в Ноблат во исполнение данного в плену обета. После этого появилась легенда, что король Хлодвиг обещал Леонарду отпускать всякого узника, которого навестит святой — и Леонарду начали молиться о военнопленных.
Первое житие святого Леонарда датируется XI веком, что вызывает у ряда исследователей сомнения в легендарности св. Леонарда.

### День святого Леонарда
Самый известный в Баварии праздник — День святого Леонарда (6 ноября) привлекает много паломников из других мест. Отмечается в общине Бад-Тёльц ежегодно с 1855 года, как благодарность за урожай и в надежде на защиту дома и домашнего скота (прежде всего лошадей). Праздник открывает процессия всадников со старинным знаменем св. Леонарда, которая направляется к горе памяти Страстей Христовых, где в 1718 году была поставлена часовня св. Леонарда. За процессией следуют в повозках духовные лица и городской советник. Дети и женщины приезжают в так называемых «повозках-коробочках», украшенных изображениями св. Леонарда и выдержками из писаний о его жизни. В 10 часов служат мессу, перед службой и после неё объезжают три раза часовню, затем освящают лошадей. Весь праздник сопровождается музыкой. На обратном пути возницы часто щёлкают кнутами, шумом отгоняя (по старинному народному поверью) демонов и ведьм и пробуждают добрых духов плодородия.